# Fushimi (Quioto)
Fuximi (em kanji: 伏見区, transliterado: Fushimi-ku) é um dos onze bairros da cidade de Quioto, na prefeitura do mesmo nome, Japão. Alguns dos lugares mais famosos em Fuximi incluem o Santuário de Fuximi Inari.